# Peg Entwistle
Pour les articles homonymes, voir Entwistle.
Lillian Millicent Entwistle, dite Peg Entwistle, née le 5 février 1908 à Port Talbot au pays de Galles et morte le 16 septembre 1932 à Hollywood aux États-Unis, est une actrice américaine.

## Biographie

### Premières années
La mère de Peg était Emily Stevenson Entwistle et son père était l'acteur / régisseur Robert Symes Entwistle (1872-1922). Ils se sont mariés le 3 novembre 1904, soit 4 ans avant la naissance de leur fille Peg. On sait peu de choses de la mère de Peg Entwistle mais selon un testament rédigé en 1922 par son père Robert, il aurait simplement divorcé de celle-ci et obtenu la garde de l’enfant .
En 1912, le père de Peg, Robert Entwistle, est engagé en tant que manager de théâtres par le producteur américain de Broadway Charles Frohman. Il part alors, en 1913, à New York avec Peg. En 1914, il se remarie avec Lauretta Ross, la sœur de l'actrice Jane Ross, avec qui il aura deux fils, Milton et Robert Bleaks. Lauretta meurt en 1921 d'une méningite. Robert Entwistle meurt dans un accident de la circulation un an plus tard, en 1922. Peg et ses frères sont adoptés par Jane Ross et son mari, Charles. Peg Entwistle entre alors en dépression. Elle rêve malgré tout d'une carrière dans le spectacle, et se bat avec détermination dès son plus jeune âge pour y être reconnue. Elle entame une carrière au théâtre à dix-sept ans, à Boston, en jouant dans Hamlet. Elle obtient par la suite plusieurs rôles dans des pièces à Broadway, parmi lesquelles Getting Married (avec Dorothy Gish) et Alice-Sit-By-The-Fire (avec Laurette Taylor). Mais avec la Grande Dépression du début des années 1930, le public n'est plus disposé à s'offrir des places de spectacle : les sept dernières pièces de Peg ne trouvent pas leurs spectateurs. Elle prend cette désaffection comme un échec personnel, qu'elle essaie de noyer dans l'alcool.

### Carrière à Hollywood
Alors que Broadway traverse des difficultés, l'industrie du cinéma à Hollywood connaît une période de prospérité. La scène new-yorkaise ne suffisant plus à la faire vivre, Peg Entwistle décide d'aller en Californie avec l'espoir d'y travailler dans le cinéma. Elle arrive à Los Angeles en avril 1932 et réside au Hollywood Studio Club, un immeuble de locations pour aspirantes actrices. Puis, une fois ses finances épuisées, elle s'installe chez son oncle Harold, au 2428 Beachwood Canyon Drive dans le quartier de Beachwood Canyon. L'expérience théâtrale d'Entwistle lui permet de trouver un rôle dans une pièce avec Billie Burke. La pièce n'est pas jouée longtemps, mais Entwistle décroche bientôt un petit rôle dans Treize femmes, une production de David Selznick pour les studios RKO. Malheureusement, le film déçoit la critique qui le descend en flammes. Le contrat de Peg Entwistle avec RKO n'est pas reconduit. Accablée, mais encore décidée à se faire un nom dans le cinéma, Entwistle enchaîne en vain les castings et les auditions ; mais on ne lui propose plus rien et elle commence à douter de ses talents d'actrice. Sa carrière est au point mort. Cinq mois seulement après son arrivée à Hollywood, l'actrice prometteuse se sent rejetée, sans plus d'amour-propre ni d'argent. Prête à saisir toutes les opportunités, elle pose en tenue légère sur des photos en échange d'une maigre rémunération.

### Mort

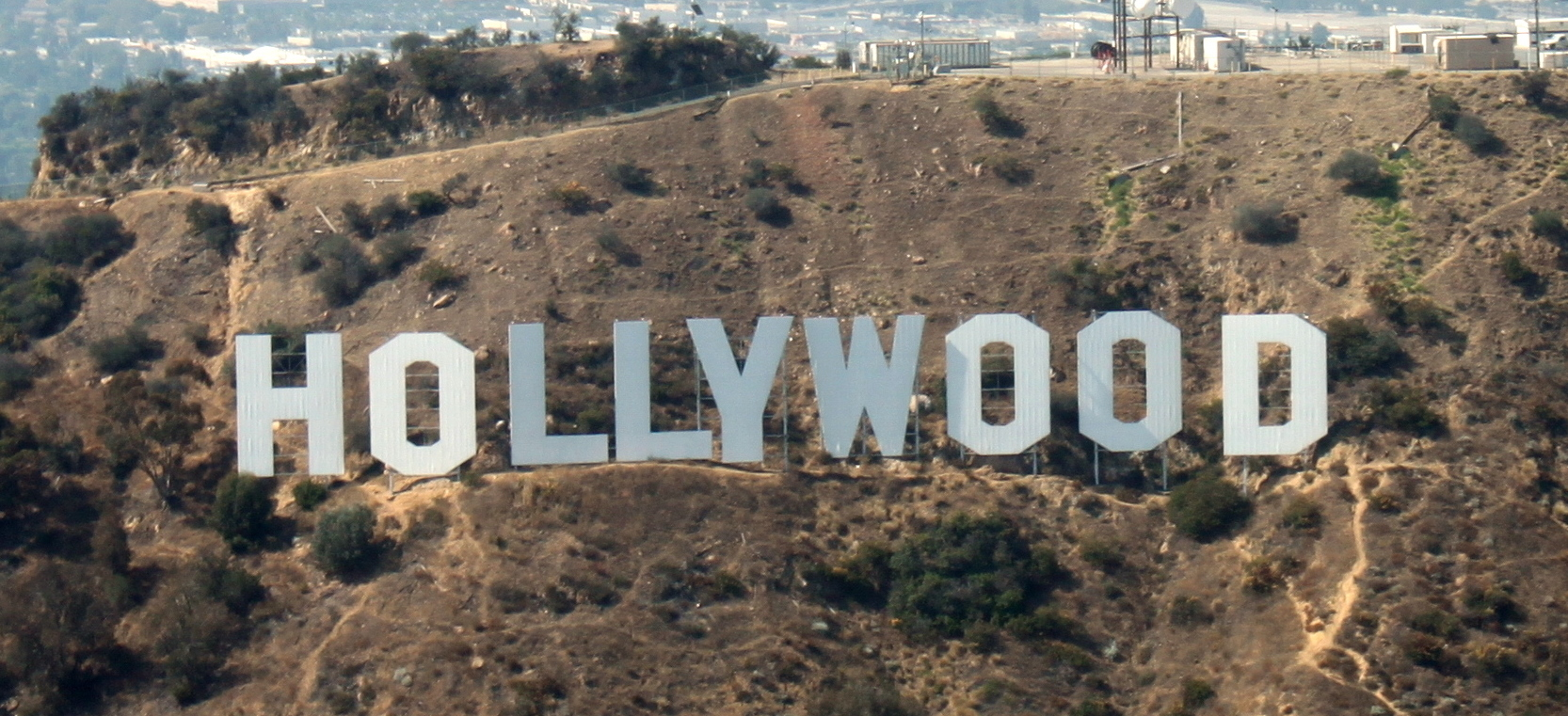
Le panneau Hollywood en 2009.

La dépression de Peg Entwistle atteint bientôt un pic. Le 16 septembre 1932, après avoir bu, elle déclare à son oncle qu'elle sort faire quelques courses. Mais au lieu de se rendre au magasin comme annoncé, elle gravit le mont Lee — au bout de la rue où habite son oncle — jusqu'au pied du gigantesque panneau Hollywoodland. Édifiée à l'origine en 1923 comme publicité pour une opération immobilière, l'enseigne est constituée de lettres de quinze mètres de haut formant le mot « HOLLYWOODLAND » (les quatre dernières lettres ont été enlevées en 1949).
Après avoir atteint l'enseigne, Entwistle enlève son manteau, le plie soigneusement et le dépose par terre avec son sac à main. Puis, empruntant l'échelle destinée à l'entretien, elle monte jusqu'au sommet de la lettre « H » et se jette dans le vide.
Son corps disloqué est retrouvé le 18 septembre 1932 dans les broussailles, au pied de la colline. La police découvre un message dans son sac à main : « J'ai bien peur d'être lâche. Je suis désolée pour tout. Si j'avais fait ça il y a longtemps, ça aurait évité beaucoup de souffrances. P.E. »
Par un hasard tragique, son oncle reçoit deux jours plus tard une lettre adressée à Entwistle et expédiée la veille de sa mort par le Beverly Hills Playhouse. La lettre contient une proposition de premier rôle dans une pièce de théâtre, dans laquelle le personnage principal qui aurait été le sien, se suicide dans le dernier acte.
Le 5 janvier 1933, la dépouille de Peg Entwistle est transportée à Glendale (Ohio) pour y être ensevelie près de son père, au cimetière d'Oak Hill.
Depuis les années 1940, plusieurs témoins affirment avoir vu son fantôme près du panneau Hollywood, qui s'en trouverait hanté, nourrissant ainsi la pop culture,. Julie Grossman estime par exemple que Mulholland Drive de David Lynch fait indirectement référence à cette histoire.

## Filmographie

### Cinéma
- 1932 : Hypnose (Thirteen Women) : Hazel Clay Cousins

## Culture populaire
Dans l’album Lust for Life et la chanson éponyme de Lana Del Rey il y a une référence à Peg et son suicide.  Dans la série Hollywood (2020), son histoire est l'argument du scenario écrit par Archie Coleman (interprété par Jeremy Pope).
Le suicide de Peg Entwistle sert de point de départ à l'intrigue de la bande dessinée Nowhere Island écrite par Fabrice Colin et illustrée par Boris Beuzelin.
Dans l'émission Ghost aventures, avec Zak Bagans, l'épisode 8 de la saison 11 fait référence à Peg. Des membres de l'équipe se rendent vers le panneau Hollywood.